# Даттон (Монтана)
Даттон (англ. Dutton) — місто (англ. town) в США, в окрузі Тетон штату Монтана. Населення — 303 особи (2020).

## Географія
Даттон розташований за координатами 47°50′51″ пн. ш. 111°42′51″ зх. д. / 47.84750° пн. ш. 111.71417° зх. д. (47.847534, -111.714249).  За даними Бюро перепису населення США в 2010 році місто мало площу 0,81 км², уся площа — суходіл.

## Демографія
Згідно з переписом 2010 року, у місті мешкало 316 осіб у 149 домогосподарствах у складі 92 родин. Густота населення становила 389 осіб/км².  Було 172 помешкання (212/км²).
Расовий склад населення:
| - 96,8 % — білих - 0,3 % — корінних американців |

До двох чи більше рас належало 2,8 %. Частка іспаномовних становила 4,1 % від усіх жителів.
За віковим діапазоном населення розподілялося таким чином: 20,6 % — особи молодші 18 років, 55,7 % — особи у віці 18—64 років, 23,7 % — особи у віці 65 років та старші. Медіана віку мешканця становила 48,9 року. На 100 осіб жіночої статі у місті припадало 91,5 чоловіків;  на 100 жінок у віці від 18 років та старших — 87,3 чоловіків також старших 18 років.
Середній дохід на одне домашнє господарство  становив 47 635 доларів США (медіана — 41 875), а середній дохід на одну сім'ю — 53 696 доларів (медіана — 48 375). Медіана доходів становила 36 705 доларів для чоловіків та 26 875 доларів для жінок. За межею бідності перебувало 12,9 % осіб, у тому числі 37,5 % дітей у віці до 18 років та 2,7 % осіб у віці 65 років та старших.
Цивільне працевлаштоване населення становило 156 осіб. Основні галузі зайнятості: освіта, охорона здоров'я та соціальна допомога — 25,6 %, будівництво — 18,6 %, сільське господарство, лісництво, риболовля — 15,4 %.